# Koripallon miesten SM-sarjakausi 1980-1981
La Koripallon miesten SM-sarjakausi 1980-1981 è stata la 41ª edizione del massimo campionato finlandese di pallacanestro maschile. La vittoria finale è stata ad appannaggio del ToPo Helsinki.

## Risultati

### Stagione regolare

#### Gruppo Ovest
|    | Squadra           | G  | V  | P  | PF   | PS   | Pt. | Qualificazione             |
| -- | ----------------- | -- | -- | -- | ---- | ---- | --- | -------------------------- |
| 1. | Tampereen Pyrintö | 26 | 18 | 8  | 2681 | 2604 | 36  | playoff                    |
| 2. | Playhonka         | 26 | 12 | 14 | 2455 | 2462 | 24  | playoff                    |
| 3. | Helsingin NMKY    | 26 | 10 | 16 | 2693 | 2549 | 20  | playoff                    |
| 4. | Turun NMKY        | 26 | 10 | 16 | 2320 | 2433 | 20  | playoff                    |
| 5. | Forssan Koripojat | 26 | 6  | 20 | 2428 | 2640 | 12  | retrocessa in I-divisioona |

#### Gruppo Sud
|    | Squadra         | G  | V  | P  | PF   | PS   | Pt. | Qualificazione             |
| -- | --------------- | -- | -- | -- | ---- | ---- | --- | -------------------------- |
| 1. | ToPo Helsinki   | 26 | 21 | 5  | 2895 | 2585 | 42  | playoff                    |
| 2. | Pantterit       | 26 | 19 | 7  | 2574 | 2339 | 38  | playoff                    |
| 3. | Hyvinkään Tahko | 26 | 18 | 8  | 2633 | 2512 | 36  | playoff                    |
| 4. | KTP-Basket      | 26 | 14 | 12 | 2751 | 2694 | 28  | playoff                    |
| 5. | Peli-Karhut     | 26 | 2  | 24 | 2285 | 2697 | 4   | retrocessa in I-divisioona |

## Playoff
|  | Quarti di finale  | Quarti di finale  | Quarti di finale  |                   |               | Semifinali    | Semifinali | Semifinali |  |  | Finale | Finale | Finale |  |
|  |                   |                   |                   |                   |               |               |            |            |  |  |        |        |        |  |
|  | ToPo Helsinki     |                   |                   |                   |               |               |            |            |  |  |        |        |        |  |
|  |                   |                   |                   |                   |               |               |            |            |  |  |        |        |        |  |
|  | Turun NMKY        |                   |                   |                   |               |               |            |            |  |  |        |        |        |  |
|  |                   | ToPo Helsinki     | ToPo Helsinki     | 3                 |               |               |            |            |  |  |        |        |        |  |
|  |                   |                   |                   | 3                 |               |               |            |            |  |  |        |        |        |  |
|  |                   |                   | Hyvinkään Tahko   | Hyvinkään Tahko   | 1             |               |            |            |  |  |        |        |        |  |
|  | Hyvinkään Tahko   | Hyvinkään Tahko   | Hyvinkään Tahko   | Hyvinkään Tahko   | 1             | 2             |            |            |  |  |        |        |        |  |
|  | Hyvinkään Tahko   | Hyvinkään Tahko   |                   |                   |               |               |            |            |  |  |        |        |        |  |
|  | Espoon Honka      | Espoon Honka      | 0                 |                   |               |               |            |            |  |  |        |        |        |  |
|  | Espoon Honka      | Espoon Honka      | 0                 |                   | ToPo Helsinki | ToPo Helsinki | 3          |            |  |  |        |        |        |  |
|  |                   |                   |                   |                   |               |               |            |            |  |  |        |        |        |  |
|  |                   |                   | Tampereen Pyrintö | Tampereen Pyrintö | 0             |               |            |            |  |  |        |        |        |  |
|  | Tampereen Pyrintö |                   | Tampereen Pyrintö | Tampereen Pyrintö | 0             |               |            |            |  |  |        |        |        |  |
|  |                   |                   |                   |                   |               |               |            |            |  |  |        |        |        |  |
|  | KTP-Basket        |                   |                   |                   |               |               |            |            |  |  |        |        |        |  |
|  |                   | Tampereen Pyrintö | Tampereen Pyrintö | 3                 |               |               |            |            |  |  |        |        |        |  |
|  |                   |                   |                   | 3                 |               |               |            |            |  |  |        |        |        |  |
|  |                   |                   | Helsingin NMKY    | Helsingin NMKY    | 1             |               |            |            |  |  |        |        |        |  |
|  | Helsingin NMKY    | Helsingin NMKY    | Helsingin NMKY    | Helsingin NMKY    | 1             | 2             |            |            |  |  |        |        |        |  |
|  | Helsingin NMKY    | Helsingin NMKY    |                   |                   |               |               |            |            |  |  |        |        |        |  |
|  | Pantterit         | Pantterit         | 1                 |                   |               |               |            |            |  |  |        |        |        |  |

| Koripallon miesten SM-sarjakausi 1980-1981 |
| ------------------------------------------ |
| ToPo Helsinki 4º titolo                    |

## Formazione vincitrice
| N° | Naz.                   | Ruolo | Sportivo           |  | Alt. |  |
| -- | ---------------------- | ----- | ------------------ |  | ---- |  |
|    | Finlandia (bandiera)   |       | Jukka Suhonen      |  |      |  |
|    | Finlandia (bandiera)   |       | Kimmo Rautiainen   |  |      |  |
|    | Finlandia (bandiera)   |       | Kari-Pekka Klinga  |  | 188  |  |
|    | Finlandia (bandiera)   |       | Anssi Rauramo      |  |      |  |
|    | Finlandia (bandiera)   |       | Kalevi Sarkalahtii |  |      |  |
|    | Finlandia (bandiera)   |       | Osmo Rekonen       |  |      |  |
|    | Stati Uniti (bandiera) |       | Leon Huff          |  | 199  |  |
|    | Finlandia (bandiera)   |       | Esa Lamminsalo     |  |      |  |
|    | Finlandia (bandiera)   |       | Heikki Hyppönen    |  |      |  |
|    | Finlandia (bandiera)   |       | Veli-Pekka Sirola  |  |      |  |
|    | Finlandia (bandiera)   |       | Tapio Jämsä        |  |      |  |
|    | Finlandia (bandiera)   |       | Aki Kalliala       |  |      |  |
|    | Finlandia (bandiera)   | All.  | Eero Saarinen      |  |      |  |